# Pedra da Gávea
Pedra da Gávea je monolitna gora v gozdu Tijuca v Riu de Janeiru v Braziliji. Sestavljena je iz granita in gnajsa, njena višina pa je 844 metrov, zaradi česar je ena najvišjih gora na svetu, ki se konča neposredno v oceanu. Poti na gori je odprlo lokalno kmečko prebivalstvo v začetku 19. stoletja; danes je mesto pod upravo narodnega parka Tijuca.
Ime gore v prevodu pomeni Košno jadro, ime so ji dali med ekspedicijo kapitana Gasparja de Lemosa, ki se je začela leta 1501 in v kateri je tudi zaliv Rio de Janeiro (danes zaliv Guanabara, po katerem je mesto dobilo ime) dobil svoje ime. Goro, ki je bila ena prvih v Braziliji poimenovana v portugalščini, so poimenovali mornarji ekspedicije, ki so njeno silhueto primerjali z obliko zgornjega jadra na karaki, ko so jo opazili 1. januarja 1502. To ime pa je bilo dodeljeno območju Gávea v mestu Rio de Janeiro.
Diferencialno preperevanje na eni strani skale je ustvarilo tisto, kar je opisano kot stiliziran človeški obraz. Oznake na drugi strani skale so bile opisane kot napis. Geologi in znanstveniki so si skoraj enotni, da je 'napis' posledica erozije in da je 'obraz' produkt iluzije. Poleg tega se brazilski arheologi in učenjaki strinjajo, da gore ne bi smeli obravnavati kot arheološko najdišče.

## Geologija in ekologija
Pedra da Gávea, ki leži v pogorju Tijuca, je visoka 842 m in je granitna kupola. Ravni vrh gore je prekrit s 150 m visoko plastjo granita, medtem ko je pod njim gomila sestavljena iz gnajsa. Prvi je bil stara približno 450 milijonov let, drugi pa 600 milijonov let. Gora, tako kot drugi kamniti izdanki na tem območju in okoli njega, je rezultat mlajših neoproterozojskih granitoidnih kamnin in tankih krednih diabaznih nasipov, ki vdirajo v starejše mezo-neoproterozojske visokokakovostne metasedimentne kamnine.
Stična cona med zgornjim granitom in spodnjim gnajsom je subhorizontalna in polpostopna, gnajski ksenoliti pa imajo tabularno obliko, kar močno nakazuje, da so bili zajeti iz dna magmatske komore s toplotnim odvajanjem. Predlagano je bilo, da Pedra da Gávea »ustreza dnu komore granitne magme in da je bila prvotna debelina granitnega telesa veliko večja od trenutne izpostavljenosti«. Granitno telo Pedra da Gávea bi lahko prav tako ustrezajo vzhodnemu podaljšku bližnjega granitnega masiva Pedra Branca, glede na Akihisa Motoki in drugi.
Diferencialno preperevanje je zarezalo severno stran gore in povzročilo votline pod granitno kupolo. Sama nenadna kupola je rezultat trpežnejšega granita, ki je bil bolj odporen na prej omenjene vremenske vplive kot mehkejši gnajs. Poleg tega je erozija zarezala v pobočja gore.
Gora je prekrita z drevesi limonovcev, pomarančevcev, kruhovcev, bananovcev in papaje, pa tudi kan in vrtnic.

## Arheološka zanimivost
V skalo je domnevno vklesan napis, za katerega nekateri trdijo, da je v feničanščini, semitskem jeziku, ki ga sodobni učenjaki poznajo samo iz napisov. Po mnenju Paula Herrmanna v njegovi knjigi Conquests by Man je bil napis na gori znan že kar nekaj časa, vendar so ga zgolj pripisali »nekaterim neznanim prazgodovinskim ameriškim ljudem«. Natančnejši pregled pa je nekatere raziskovalce privedel do domneve, da je feničanskega izvora. Danes pa večina raziskovalcev meni, da sta napis in 'obraz' zgolj posledica erozije. Sredi 1950-ih je brazilsko ministrstvo za šolstvo in zdravje zanikalo, da bi bilo na tem mestu kakršno koli pisanje, in izjavilo, »da so raziskave geologov dokazale, da ni nič drugega kot učinek vremenske erozije, ki je bil videti kot napis«. Brazilski arheologi in učenjaki so zavzeli negativen odnos do obravnave najdišča, pri čemer je Herrmann opozoril, da »brazilska arheologija v celoti zanika obstoj feničanskih napisov v kateremkoli delu države«.